# Cañón naval QF de 12 libras 12 cwt
El QF de 12 libras 12 cwt (QF 12 pounder 12 cwt naval gun) fue un cañón naval de 76,2 mm introducido en 1894 y muy utilizado por su gran versatilidad hasta mediados del siglo XX. Producido por Armstrong Whitworth y Elswick, fue utilizado principalmente en buques de la Royal Navy y exportado a otros países aliados. Siguiendo la clasificación de explosivos y municiones utilizada por las fuerzas armadas británicas, "12 pounder" (12 libras) hacía referencia al peso del proyectil, mientras que "12 cwt" indicaba el peso del cañón y del cierre, diferenciándolo así de otros cañones de 12 libras. 
Redesignado como Cañón naval Tipo 41 de 8 cm (四十一式8糎単装砲 Yonyūichi-shiki hachi-senchi Tansōhō?), fue utilizado en la mayoría de los primeros acorazados y cruceros de la Armada Imperial Japonesa.

## Historial de servicio

### Reino Unido

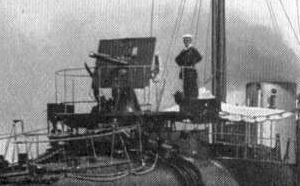
Lugar de emplazamiento en los primeros destructores de 27 nudos desde 1894, aquí montado en el HMS Daring

Los cañones QF de 12 libras Mk II, construidos en múltiples capas de acero, sirvieron en muchos destructores hasta después de la Primera Guerra Mundial, siendo utilizados originalmente como armamento principal y posteriormente como armamento secundario contra submarinos y torpederos. También fueron instalados como cañones de cubierta en submarinos de la clase E y clase D.

#### Segunda guerra bóer (1899 - 1902)
Fue diseñado como un cañón naval de disparo rápido, y su gran retroceso hacía imprescindible una plataforma estática, por lo que no fue considerado para su uso como cañón de campaña móvil. Sin embargo, la Royal Navy hizo una excepción cuando el Ejército británico, superado por la artillería bóer, solicitó su ayuda en Sudáfrica. Junto con otros cañones, se descargaron 16 cañones QF de 12 libras, que fueron montados sobre afustes improvisados y diseñados por el capitán Percy Scott. Su alcance de 9.100 m (10.000 yardas) proporcionó al ejército un valioso fuero de apoyo de largo alcance durante toda la guerra. Eran llamados long twelves (doce largos), para distinguirlos de los BL de 12 libras 6 cwt y los QF de 12 libras 8 cwt, con cañones y alcance mucho más reducidos.
El teniente Burne informó que el sistema de disparo eléctrico original, a pesar de ser efectivo en condiciones ideales, necesitaba el apoyo de un armero y el mantenimiento y traslado de las baterías de carga en campaña, algo que por lo general, era imposible. Por ello, cambió a tubos de percusión para el disparo, y los recomendó para futuras operaciones.
Otros seis cañones fueron requisados de un acorazado japonés que estaba siendo construido en Newcastle en enero de 1990, comprados por Lady Meux y equipados en afustes de campaña de la Elswick Ordnance Company antes de ser enviados a Sudáfrica. Una vez allí, fueron donados a Lord Roberts, comandante de las fuerzas británicas en Sudáfrica. Conocidos como la Batería Elswick, fueron operados por hombres de la Elswick Company, reclutados por el 1st Northumberland Royal Garrison Artillery (Volunteers). Los Elswick sirvieron durante todo el conflicto.

#### Cañón de defensa costera
Muchos de estos cañones fueron montados en plataformas para defender puertos a lo largo y ancho del Reino Unido, y en muchos otros puertos del extenso Imperio británico, como defensa ante posibles ataques de pequeños y veloces navíos hasta la década de 1950. En abril de 1918, de los 383 cañones de diversos tipos que defendían la costa británica, 103 eran QF de 12 libras 12 cwt. Muchos de estos cañones permanecieron en servicio activo durante la Segunda Guerra Mundial, a pesar de estar desfasados con respeto a cañones más modernos como el QF de 6 libras 10 cwt de batería doble.

### Japón
El cañón naval Tipo 41 de 8 cm fue una copia directa del QF de 12 libras. Los primeros cañones fueron comprados a empresas británicas tales como Elswick Pattern N y Vickers Mark Z. Posteriormente, fueron licenciados para su producción en Japón. 
Fue el armamento secundario o terciario estándar de la mayoría de buques de guerra japoneses construidos entre 1890 y 1920, y seguía en servicio hasta la guerra del Pacífico.
Aunque redesignado como cañón de 80 mm el 5 de octubre de 1918, como parte del proceso de estandarización de la Armada japonesa al sistema métrico, el calibre era de 76,2 mm.
Disparaba proyectiles explosivos de 5,7 kg. 

## Ejemplares sobrevivientes
- Una pieza de la batería Elswick que sirvió en la segunda guerra bóer está expuesta en Royal Artillery Museum, London.
- Otro cañón Elswick está en 203 (Elswick) Battery RA (V).
- Cañón de defensa costera en Newhaven Fort, Reino Unido.
- Cañón de defensa costera en Museo conmemorativo del ejército, Waiouru, Nueva Zelanda.
- A bordo del acorazado japonés Mikasa, Yokosuka, Japón.
- En Asunción, Paraguay en el Comando de Infantería de Marina en posición de bloqueo de la Bahía de Asunción en perfectas condiciones de uso.